# Ryszard Zatorski
Ryszard Zatorski (ur. 11 lutego 1955 w Warszawie) – polski reżyser i scenarzysta.

## Wybrana filmografia

### Reżyseria
- 2018 - Pech to nie grzech
- 2017 - Porady na zdrady
- 2014 - Dzień dobry kocham cię
- 2013 - Galeria
- 2011 - Los numeros
- 2007 - Dlaczego nie!
- 2006 - Tylko mnie kochaj
- 2004 - Nigdy w życiu!
- 2004-2006 - Kryminalni (odcinki: 1-6, 14, 16-17, 86-91, 98-99)
- 2000-2006 - M jak miłość (odcinki: 1-4, 40-43, 56-58, 86-89, 94-96, 113-116)
- 1999-2006 - Na dobre i na złe (odcinki 1-4, 8-10, 14-16, 20-22)
- 1999 - Graczykowie (odcinki 1-13)
- 1998 - Matki, żony i kochanki Seria II
- 1997-2006 - Złotopolscy (odcinki: 73-78)
- 1986 - Nikt nie jest winien
- 1985 - Kacperek

### Scenariusz
- 2006 - Tylko mnie kochaj
- 2000-2006 - M jak miłość (odcinki: 1-26, 28)
- 2000 - Klasa na obcasach
- 1999-2006 - Na dobre i na złe (odcinki: 1-7, 10, 12, 15-16, 75, 79, 92, 96, 101-102, 106, 113-114, 116-117, 119, 122-124, 127, 130, 132-133, 135, 140-142, 147)
- 1999 - Kiler-ów 2-óch
- 1998 - Matki, żony i kochanki Seria II
- 1998 - OKO RA w Klasa na obcasach
- 1995 - Matki, żony i kochanki Seria I
- 1993 - Łowca. Ostatnie starcie
- 1986 - Nikt nie jest winien

### Dialogi
- 2006 - Tylko mnie kochaj
- 2000 - Klasa na obcasach
- 1999 - Kiler-ów 2-óch
- 1998 - Matki, żony i kochanki Seria II
- 1998 - OKO RA w Klasa na obcasach
- 1997 - Kiler
- 1995 - Matki, żony i kochanki Seria I
- 1993 - Łowca. Ostatnie starcie
- 1985 - Kacperek

### Współpraca scenariuszowa
- 2004-2006 - Kryminalni (odcinki: 2, 9, 14-)

### Producent kreatywny
- 2003 - Zróbmy sobie wnuka

### Dramaturgia
- 1999-2006 - Na dobre i na złe (odcinki: 115, 118, 120-121, 125, 128-129, 131, 134, 136-139, 143-146, 148-155)

### Współpraca reżyserska
- 1997 - Kiler
- 1997 - Historie miłosne
- 1995 - Matki, żony i kochanki Seria I
- 1995 - Girl Guide
- 1989 - Deja vu
- 1984 - Rok spokojnego słońca
- 1983 - Seksmisja
- 1982 - Dolina Issy
- 1981 - Vabank

### Scenariusz-adaptacja
- 1997 - Kiler

### Obsada aktorska
- 1994 - Panna z mokrą głową (serial TV, odcinki 3, 4, 6)
- 1993 - Wow jako pilot Roy (serial TV, odcinek 13)
- 1993 - Łowca. Ostatnie starcie jako kierowca autobusu
- 1982 - Dolina Issy jako zamachowiec Wackonis, nacjonalista litewski

### Reżyser II
- 1993 - Wow (serial TV)
- 1993 - Łowca. Ostatnie starcie
- 1985 - Siekierezada